# 컨트리걸즈
컨트리걸즈(カントリー・ガールズ, Country Girls)는 헬로! 프로젝트에 소속된 일본의 4인조 여성 아이돌 그룹이다. 2019년 12월 26일을 기해 그룹을 활동 휴지했다.

## 멤버
| 이름          | 소개 |
| ------------- | --- |
| 야마키 리사   | - 이름 : 山木梨沙 (Yamaki Risa) - 생년월일 : 1997년 10월 14일(27세) - 출생지 : 일본 도쿄도 - 색상 : 라임 - 포지션 : 5대 리더, 최연장자 - 소속 그룹 : 칼리지 코스모스 겸임 (2019년 10월까지) - 활동 기간 : 2014년 11월 ~ 2019년 12월 - 비고 : 연예계 은퇴 |
| 모리토 치사키 | - 이름 : 森戸知沙希 (Morito Chisaki) - 생년월일 : 2000년 2월 19일(25세) - 출생지 : 일본 도치기현 - 색상 : 오렌지 - 소속 그룹 : 모닝구무스메。겸임 (2022년 6월 졸업) - 활동 기간 : 2014년 11월 ~ 2019년 12월                                              |
| 오제키 마이   | - 이름 : 小関舞 (Ozeki Mai) - 생년월일 : 2002년 2월 10일(23세) - 출생지 : 일본 도쿄도 - 색상 : 미디엄 블루 - 활동 기간 : 2014년 11월 ~ 2019년 12월 - 비고 : 연예계 활동 중                                                                               |
| 후나키 무스부 | - 이름 : 船木結 (Funaki Musubu) - 생년월일 : 2002년 5월 10일(22세) - 출생지 : 일본 오사카부 - 색상 : 노랑 - 포지션 : 최연소 - 소속 그룹 : 안주루무 겸임 (2020년 12월 졸업) - 활동 기간 : 2015년 11월 ~ 2019년 12월                                       |
|               | |
| 사토다 마이   | - 이름 : 里田まい (Satoda Mai) - 생년월일 : 1984년 3월 29일(41세) - 출생지 : 일본 홋카이도 삿포로시 - 색상 : 빨강 (2007년 1월 당시) - 포지션 : 슈퍼바이저 - 활동 기간 : 2002년 1월 ~ 2019년 12월 - 비고 : 2대 시기 솔로 유닛                             |

### 전 멤버
| 이름                | 소개 |
| ------------------- | --- |
| ✝ 야나기하라 히로미 | - 이름 : 柳原尋美 (Yanagihara Hiromi) - 생년월일 : 1979년 10월 19일 (1999년 7월 16일(19세)) - 출생지 : 일본 지바현 - 활동 기간 : 1999년 4월 ~ 7월 - 비고 : 교통 사고로 사망 (향년 19세) |
| 코바야시 아즈사     | - 이름 : 小林梓 (Kobayashi Azusa) - 생년월일 : 1977년 1월 30일(48세) - 출생지 : 일본 도쿄도 - 포지션 : 초대 리더 - 활동 기간 : 1999년 4월 ~ 8월 |
| 린네                | - 이름 : 戸田鈴音 (Toda Rinne) - 생년월일 : 1981년 2월 6일(44세) - 출생지 : 일본 홋카이도 삿포로시 - 포지션 : 2대 리더 - 활동 기간 : 1999년 4월 ~ 2002년 10월 - 비고 : 한시기 솔로 유닛 |
| 아사미              | - 이름 : 木村麻美 (Kimura Asami) - 생년월일 : 1984년 7월 17일(40세) - 출생지 : 일본 홋카이도 도마코마이시 - 색상 : 오렌지 (2007년 1월 당시) - 포지션 : 3대 리더 - 활동 기간 : 2000년 5월 ~ 2007년 1월 - 비고 : 연예계 은퇴 |
| 미우나              | - 이름 : 斉藤美海 (Saitou Miuna) - 생년월일 : 1987년 2월 12일(38세) - 출생지 : 일본 시즈오카현 기쿠가와시 - 색상 : 분홍 (2007년 1월 당시) - 활동 기간 : 2003년 4월 ~ 2007년 1월 - 비고 : 연예계 은퇴 / 후에 2012년 7월부터 인스타그램 개설해서 활동 중 / 인스타그램에서 밝혀진 것은 2023년 3월 일회성 미팅이 많은 온라인 살롱을 운행 중이고 한국을 좋아하고 있음 |
| 시마무라 우타       | - 이름 : 島村嬉唄 (Shimamura Uta) - 생년월일 : 2000년 6월 24일(24세) - 출생지 : 일본 가나가와현 - 색상 : 테이션 옐로 - 활동 기간 : 2014년 11월 ~ 2015년 6월 - 비고 : 계약해지 / 후에 2021년, 큐루링테시테미테 멤버로서 활동 재개 |
| 이나바 마나카       | - 이름 : 稲場愛香 (Inaba Manaka) - 생년월일 : 1997년 12월 27일(27세) - 출생지 : 일본 홋카이도 - 색상 : 이탈리안 레드 - 활동 기간 : 2014년 11월 ~ 2016년 8월 - 비고 : 2018년 6월, Juice=Juice 가입 (2022년 5월 졸업) |
| 츠구나가 모모코     | - 이름 : 嗣永桃子 (Tsugunaga Momoko) - 생년월일 : 1992년 3월 6일(33세) - 출생지 : 일본 지바현 - 색상 : 분홍 - 포지션 : 플레잉 매니저 - 소속 그룹 : Berryz코보 겸임 (2015년 3월까지), Buono! 리더 - 활동 기간 : 2014년 11월 ~ 2017년 6월 - 비고 : 연예계 은퇴 |
| 야나가와 나나미     | - 이름 : 梁川奈々美 (Yamakawa Nanami) - 생년월일 : 2002년 1월 6일(23세) - 출생지 : 일본 가나가와현 - 색상 : 보라 - 소속 그룹 : Juice=Juice 겸임 - 활동 기간 : 2015년 11월 ~ 2019년 3월 - 비고 : 연예계 은퇴 |

✝ : 사망

### 타임라인
비고
- 슈퍼바이저인 사토다를 제외한 멤버 4명은 헬로! 프로젝트에 소속되어 있다.
- 린네, 아사미, 사토다의 3명으로 재적하고 있던 당시, 사토다만 풀네임이었던 이유는 층쿠♂가「린네(りんね), 아사미(あさみ), 사토다 마이(里田まい)」라고 하는 것이 어조가 좋아서라고 한다.
- 아사미, 사토다 마이, 미우나 및 역대 서포트 멤버인 이시카와 리카, 콘노 아사미, 후지모토 미키의 전원이 갓타스 브릴리언티스 H.P.에 참가하고 있다.

## 약력
1999년
- 4월 27일, 오디션에 합격한 코바야시 아즈사, 야나기하라 히로미, 토다 린네 등 3명으로 컨트리무스메。(カントリー娘。)를 결성하였다.
- 7월, 인디즈 데뷔 싱글「二人の北海道」에서 데뷔(7월 23일) 직전에 야나기하라가 홋카이도 나카사츠 나이무라에서 교통 사고로 사망(7월 16일).
- 8월 23일, 코바야시가 헤어 누드집에 발각으로 탈퇴. 탈퇴 이후, 컨트리무스메。는 린네 1명만 되었다.

2000년
- 5월, 아사미가 가입. 동시에 린네(りんね)로 개명.
- 7월, 첫 주연 영화「컨트리걸 홋카이도 목장 이야기」가 공개해, 주제가「恋がステキな季節」도 릴리즈 된다.

2001년
- 4월, 이시카와 리카(가입 당시 모닝구무스메。멤버)가 렌탈 멤버로서 참가로,「初めてのハッピーバースディ！」로 메이저 데뷔.

2002년
- 1월, 사토다 마이가 가입.
- 10월 13일, 린네가 연기 공부를 위해 하나바타케 목장에서 행해진 팬클럽 이벤트에서 졸업. 졸업 후의 무대 활동으로서 공식으로 보도되고 있는 것은 후술의「초원의 사람」뿐이며, 그 다음은 중심이 된 활동은 없다.

2003년
- 4월, 미우나가 가입.
- 7월,「浮気なハニーパイ」로부터 콘노 아사미와 후지모토 미키로 바뀌었다.
- 8월, 사토다가 로망스에 가입.
- 10월, 후에 갓타스 브릴리언티스 H.P.되는 풋살 선발팀에 3명 모여서 선택되었다.
- 11월, 메이저 데뷔 후의 클립을 모은「カントリー娘。シングルＶクリップス①」이 발매되었다.

2006년
- 9월, SHIBUYA-AX에서 첫 단독 라이브를 실시하였다.
- 여름 이후, 사토다의 단독 활동이 증가했다.
- 11월 25일, 아사미와 미우나가 2007년 1월 28일의 헬로! 프로젝트의 콘서트로 컨트리무스메。및 헬로! 프로젝트를 졸업하는 것이 발표되었다(아사미와 미우나의 소속 사무소의 탈퇴 및 연예계 은퇴의 의사 표시는 2006년 봄 무렵).
- 12월 31일, 제57회 NHK 홍백가합전에서「GAM & 모닝구무스메。」의 출장 시에 Berryz코보, ℃-ute와 함께 백댄서로서 출연했다.

2007년
- 1월 28일, 헬로! 프로젝트의 콘서트에서 아사미와 미우나가 졸업 또는 연예계 은퇴. 컨트리무스메。는 사토다 1명만 남았다.

2008년
- 12월 31일, 제59회 NHK 홍백가합전에 사토다가 「수치심 with Pabo」로 출장. 컨트리무스메。의 멤버가 출장하는 것은 처음이었다.

2009년
- 3월 31일, 사토다가 헬로! 프로젝트를 졸업. 다음 달부터 신팬클럽 M-line club에 2010년 3월 31일까지 소속된다(온가쿠갓타스에 포함).

2013년
- 10월 1일, 사토다가 소속사 업프런트 크리에이트로 이적.

2014년
- 2월 11일, 사토다 마이의 미국행에 따라, 신멤버 모집이 개시되었지만, 8월 7일에 해당자가 없다고 발표.
- 11월 5일, 그룹명을 컨트리걸즈로 개명. 컨트리걸즈의 신멤버, Berryz코보의 츠구나가 모모코와 야마키 리사, 이나바 마나카, 모리토 치사키, 시마무라 우타, 오제키 마이가 가입. 사토다는 슈퍼바이저 취임.

2015년
- 1월 24일, 3월 25일에 메이저 데뷔하는 것이 삿포로에서 열린 헬로! 프로젝트 콘서트 중에 발표되었다[1]. 당초 1월 말, 츠구나가 이외의 멤버 6명 체제로 싱글「愛おしくってごめんね／恋泥棒」를 발표하고, 인디즈 데뷔할 예정인 것으로 발표됐다. 그러나, 멤버의 오제키 마이가 헬로! 프로젝트 콘서트의 도쿄 공연에서 결장했을 때, 플레잉 매니저로서 츠구나가가 출연하고 퍼포먼스를 보여 그 뒤에도 이 나고야 공연에서는 5명 체제에서의 퍼포먼스가 되면서 전신인 컨트리무스메。의 탄생지인 홋카이도의 메이저 데뷔 발표에 이르렀다[1].
- 6월 12일, 시마무라 우타가 컨트리걸즈와 헬로! 프로젝트의 계약을 해지된 것을 발표하였다[2].
- 11월 5일, 신주쿠 ReNY에서 개최된「컨트리걸즈 1주년 기념 행사 & 츠구나가 모모코 부활제!」에서 하로프로 연수생의 후나키 무스부와 야나가와 나나미의 가입이 발표되었다[3].

2016년
- 4월 28일, 이나바 마나카가 활동 휴지를 발표[4].
- 8월 4일, 이나바 마나카가 활동 휴지로 인해 컨트리걸즈를 졸업[5].
- 11월 5일, 츠구나가 모모코가 컨트리걸즈와 헬로! 프로젝트를 졸업을 발표하였다[6].

2017년
- 6월 9일, 여름부터 새로운 체제로 이행하고, 모리토 치사키, 야나가와 나나미, 후나키 무스부는 헬로! 프로젝트의 다른 그룹으로 이적하며 그쪽을 메인의 활동으로 컨트리걸즈 활동을 겸임, 야마키 리사와 오제키 마이는 학업과의 양립을 감안하여 재학 기간 내내 다른 그룹은 이적하지 않고 학교의 휴일이나 장기 휴가 중에서의 가동을 주축으로 활동하겠다고 발표했다[7].
- 6월 26일, 모리토 치사키가 모닝구무스메。, 야나가와 나나미가 Juice=Juice, 후나키 무스부는 안주루무에 이적해, 그룹 겸임을 발표했다[8].
- 6월 30일, 츠구나가 모모코가 아오우미 야외 특설 회장에서 행해진 본인 라스트 라이브 공연「츠구나가 모모코 라스트 라이브 ♥고마워 이 모모치♥」를 기해 컨트리걸즈와 헬로! 프로젝트를 졸업. 동시에 연예계 은퇴.

2018년
- 10월 3일, 야마키 리사가 스페이스 크래프트와 업프런트 그룹의 공동 프로젝트로, 현역 여대생 25명에 결성된 아이돌 그룹「칼리지 코스모스」에 참가가 결정. 컨트리걸즈와 겸임하는 것을 발표했다[9][10].
- 11월 2일, 야나가와 나나미가 컨트리걸즈와 Juice=Juice, 헬로! 프로젝트를 졸업을 발표하였다[11].

2019년
- 3월 11일, 야나가와 나나미가 Zepp Tokyo에서 행해진「Juice=Juice & 컨트리걸즈 LIVE ~야나가와 나나미 졸업 스페셜~」을 기해 컨트리걸즈와 Juice=Juice, 헬로! 프로젝트를 졸업하였다.
- 10월 18일, 12월 26일에 LINE CUBE SHIBUYA에서 행해진 콘서트를 기해 그룹 활동 휴지, 동시에 전 멤버 4명이 그룹 졸업을 발표하였다. 야마키는 컨트리걸즈와 헬로! 프로젝트, 칼리지 코스모스를 졸업 및 동시에 연예계 은퇴, 오제키는 컨트리걸즈와 헬로! 프로젝트를 졸업, 졸업 후에 연예 활동을 계속함, 후나기는 2020년 3월을 기해 안주루무와 헬로! 프로젝트를 졸업(졸업 일자가 안주루무의 무로타 미즈키가 3월 22일에 졸업으로 인해 안주루무 봄 투어 최종일인 6월 12일로 변경되었으나[12], 신종 코로나바이러스 감염을 우려로 정기되었으며[13], 이후, 정식 일자는 12월 9일에 졸업), 졸업 후에 연예 활동을 휴지, 모리토는 모닝구무스메。의 멤버로서 활동에 전념. 이후, 신멤버를 가입해, 재시동할 예정이다[14].
- 10월 31일, 야마키 리사가 겸임 중인 칼리지 코스모스를 졸업[15].
- 12월 26일, LINE CUBE SHIBUYA에서 행해진「컨트리걸즈 LIVE 2019 ~사랑스러워서 미안해~」를 기해 그룹을 활동 휴지했다.

## 특징
- 당초는 프로듀스 담당의 다나카 요시타케가 경영하는 낙농을 중심으로 한 농장의 하나바타케 목장(홋카이도 카사이 군 나카사츠 나이무라)에서 일하면서 예능 활동을 하는 반농반예를 컨셉으로 하고 있었다. 단지, 2003년에 예능 활동을 중심으로 하기 위해 거점을 도쿄에 옮긴 일로부터, 현재 농업 관계는 100%가서 않았다. 그 이후도 해에 한 번은 꽃밭 목장에서 이벤트가 실시되고 있었지만, 2006년은 항례의 꽃밭 목장은 아니고 카루이자와에서 이벤트가 실시되는 등, 홋카이도와의 관계는 희박하게 되고 있다. 단, 동년 7월 9일에 하코네소용원유넷산에서 개최된「낙농 캠페인 in YUNESSUN」이벤트에는 전 프로듀서 다나카와 함께 출연하거나 하나바타케 목장의 생 카라멜의 캠페인 걸을 사토다가 맡고 있는 등, 다나카와 사토다의 공동 출연은 많이 그 사제 관계가 완전하게 중단된 것은 아니다.
- 헬로! 프로젝트로 멤버의 교체가 많은 그룹이다. 결성 멤버는 2002년 10월 13일, 린네 졸업으로 전원이 졸업했다.
- 2007년에 아사미와 미우나가 졸업하고 멤버가 사토다 마이만으로 유닛 활동은 중단 상태였지만, 컨트리무스메。자체는 존속하였다. 이후, 2014년 11월 5일에 그룹명을 컨트리걸즈로 개명했다.

## 음반

### 싱글

#### 「컨트리무스메。」기
1. 二人の北海道 (1999년 7월 23일)
  - 커플링 : モーニング牛乳
    - 야나기하라 히로미 사망 이후, 코바야시 아즈사와 린네가 둘이서 활동.
2. 雪景色 (1999년 11월 30일)
  - 커플링 : 雪だより
    - 코바야시 아즈사 탈퇴에 의해 린네가 솔로 유닛으로 활동.
3. 北海道シャララ (2000년 4월 27일)
  - 커플링 : 北海道シャララ (カップリング・ヴァージョン)
4. 恋がステキな季節 (2000년 7월 31일)
  - 커플링 : あぁ恋しくて
    - 아사미 첫 참가 싱글
    - 첫 주연 영화 “컨트리걸 홋카이도 목장이야기” 주제가

#### 「컨트리무스메。에 이시카와 리카 (모닝구무스메。)」기
1. 初めてのハッピーバースディ！ (2001년 4월 18일)
  - 커플링 : 初めてのハッピーバースディ！ (country version)
2. 恋人は心の応援団 (2001년 10월 17일)
  - 커플링 : 恋人は心の応援団 (Hyper Dance Version)
    - 후에 스마이레지가 열 번째 싱글 커플링 곡으로 커버.
3. 色っぽい女～SEXY BABY～ (2002년 4월 17일)
  - 커플링 : 女の子の取り調べタイム (New Version)
    - 사토다 마이 첫 참가 싱글
    - 린네 마지막 참가 싱글
4. BYE BYE 最後の夜 (2002년 11월 13일)
  - 커플링 : BYE BYE 最後の夜 (Airly X'mas present Remix)

#### 「컨트리무스메。에 콘노와 후지모토 (모닝구무스메。)」기
1. 浮気なハニーパイ (2003년 7월 24일)
  - 커플링 : 恋がステキな季節 (2003 Version)
    - 미우나 첫 참가 싱글
2. 先輩 ～LOVE AGAIN (2003년 11월 12일)
  - 커플링 : 丸い太陽 (2003 Version)／何が愛かわからないけど…
3. シャイニング 愛しき貴方 (2004년 8월 4일)
  - 커플링 : DON’T STOP 恋愛中 (2004 Version)
    - 아사미 · 미우나가 참가하는 싱글로서 마지막이 되었다.
    - 이후, 사토다 마이는 솔로 유닛으로 활동하다가 컨트리걸즈의 슈퍼바이저로 취임되었다.

#### 「컨트리걸즈」기
1. 愛おしくってごめんね／恋泥棒 (2015년 3월 25일)
  - 양 A면 싱글. 커플링 곡은 없음.
    - 그룹명 개명 후 첫 싱글
    - 활동 도중, 시마무라 우타가 참가하는 싱글로서 마지막이 되었다.
2. わかっているのにごめんね／ためらい サマータイム (2015년 8월 5일)
  - 양 A면 싱글. 커플링 곡은 없음.
3. ブギウギLOVE／恋はマグネット／ランラルン〜あなたに夢中〜 (2016년 3월 9일)
  - 트리플 A 사이드 (A면) 싱글. 커플링 곡은 없음.
    - 야나가와 나나미 · 후나키 무스부 첫 참가 싱글
    - 이나바 마나카가 참가하는 싱글로서 최후가 되었다.
4. どーだっていいの／涙のリクエスト (2016년 9월 28일)
  - 양 A면 싱글. 커플링 곡은 없음.
5. Good Boy Bad Girl／ピーナッツバタージェリーラブ (2017년 2월 8일)
  - 양 A면 싱글. 커플링 곡은 없음.
    - 츠구나가 모모코 마지막 참가 싱글

#### 콜라보레이션
- H.P.올스타즈 명의

1. ALL FOR ONE & ONE FOR ALL! (2004년 12월 1일)

- 하로프로 올스타즈 명의

1. YEAH YEAH YEAH／憧れのStress-free／花、闌の時 (2018년 9월 26일)
  - 트리플 A 사이드 (A면) / 커플링 : ハロー!ヒストリー

### 착신 싱글

#### 「컨트리걸즈」기
1. 小生意気ガール (2017년 8월 11일)
2. 書いては消しての “I Love You” (2017년 12월 24일)
3. 待てないアフターファイブ／傘をさす先輩 (2018년 8월 24일)
  - 야나가와 나나미가 참가하는 싱글로서 마지막이 되었다.
4. One Summer Night〜真夏の決心〜／夏色のパレット (2019년 8월 24일)

### 앨범

#### 「컨트리무스메。」기
1. カントリー娘。大全集① (2001년 12월 12일)
2. カントリー娘。大全集② (2006년 8월 23일)

#### 「컨트리걸즈」기
1. 嗣永桃子アイドル15周年記念アルバム ♡ありがとう おとももち♡ (2017년 6월 28일)
  - 3장조 앨범. 두 번째는 모두 컨트리걸즈 명의의 신곡과 커버곡이 수록되어 있다. 이 작품만 PICCOLO TOWN 레이블로 발매.

### 미니 앨범

#### 「컨트리걸즈」기
1. Seasons (2019년 3월 6일)

### 베스트 앨범

#### 「컨트리무스메。」기
1. カントリー娘。メガベスト (2008년 12월 10일)

#### 「컨트리걸즈」기
1. カントリー・ガールズ大全集① (2019년 12월 4일)

### 뮤지컬송 앨범

#### 「컨트리걸즈」기
1. 演劇女子部「気絶するほど愛してる!」オリジナルサウンドトラック (2016년 6월 1일) - 3월 25일, 선샤인 극장에서 선행 발매.

### DVD/VHS/Blu-ray

#### PV집
1. カントリー娘。シングルＶクリップス① (2003년 11월 27일)
2. カントリー・ガールズ ミュージックビデオ・クリップス Vol.1 (2017년 5월 24일)

#### 콘서트 · 라이브
1. カントリー娘。LIVE 2006 ～Shibuya des Date～ (2007년 2월 10일) - 팬클럽 한정 판매
2. Hello! Project New Fes！2015 カントリー・ガールズ／こぶしファクトリー／つばきファクトリー (2015년 9월 26일)
3. カントリー・ガールズ ライブツアー2015秋冬 (2016년 5월 11일)
4. カントリー・ガールズ ライブツアー2016春夏 (2016년 10월 19일)
5. カントリー・ガールズ コンサートツアー2017春 ～ももちイズム～ (2017년 8월 16일 DVD / Blu-ray)
6. カントリー・ガールズ3周年記念イベント～みんな元気してた？～ (2018년 3월 14일)
7. カントリー・ガールズ4周年記念イベント～forte～ (2019년 3월 6일)
8. Juice=Juice＆カントリー・ガールズ LIVE ～梁川奈々美 卒業スペシャル～ (2019년 7월 10일 DVD / Blu-ray)
9. カントリー・ガールズ結成5周年記念イベント ～Go for the future!!!!～ (2020년 3월 11일)
10. カントリー・ガールズ ライブ2019 ～愛おしくってごめんね～ (2020년 4월 8일 DVD / Blu-ray)

#### 솔로 DVD/Blu-ray
1. マイタイ ～ラブハロ!里田まいDVD～ 里田まいDVD (2007년 12월 26일)
2. おふももち in 沖縄 嗣永桃子Blu-ray (2017년 6월 21일)
3. Chisaki in Paradise 森戸知沙希Blu-ray (2017년 6월 28일)
4. raindrop 船木結Blu-ray (2017년 9월 27일)
5. 等身大 船木結Blu-ray (2018년 9월 12일)
6. わたしのあしおと 梁川奈々美Blu-ray (2019년 2월 27일)

한정판
1. Greeting～森戸知沙希～ 森戸知沙希Blu-ray (2015년 9월 8일)
2. Greeting～山木梨沙～ 山木梨沙Blu-ray (2015년 12월 11일)
3. Greeting～稲場愛香～ 稲場愛香Blu-ray (2016년 2월 20일)
4. Greeting～小関舞～ 小関舞Blu-ray (2016년 4월 28일)

#### 이벤트V (이벤트 회장 한정판)
1. 이벤트V「愛おしくってごめんね」(2015년 4월 12일)
2. 이벤트V「恋泥棒」(2015년 4월 12일)
3. 이벤트V「わかっているのにごめんね」(2015년 9월 13일)
4. 이벤트V「ためらい サマータイム」(2015년 9월 13일)
5. 아벤트V「ブギウギLOVE」(2016년 4월 16일)
6. 이벤트V「恋はマグネット」(2016년 4월 16일)
7. 이벤트V「ランラルン～あなたに夢中～」(2016년 4월 16일)
8. 이벤트V「どーだっていいの／涙のリクエスト」(2016년 10월 15일)
9. 이벤트V「Good Boy Bad Girl／ピーナッツバタージェリーラブ」(2017년 3월 12일)
10. 이벤트V「書いては消しての “I Love You”」(2018년 2월 14일)

콜라보레이션
- 하로프로 올스타즈 명의

1. 이벤트V「YEAH YEAH YEAH／花、闌の時」(2018년 10월 20일)

#### 그 외
1. 演劇女子部「気絶するほど愛してる!」(2016년 9월 14일)
2. Greeting～梁川奈々美・船木結～ 梁川奈々美&船木結Blu-ray (2017년 5월 11일)

## 출연

### 텔레비전
- 아이돌을 찾아라! (2000년, 테레비도쿄) - 린네가 이이다 카오리와 사회를 맡는다.
- 오사카발 건강 대쉬! DOYAH (2004년 4월 10일 ~ 2005년 2월 12일, NHK BS2)
- 무스메DOKYU! (2005년 7월 6일 ~ 2006년 9월 15일, 테레비도쿄)
- The Girls Live (2015년 3월 5일 ~ , 2019년 3월 25일, 테레비도쿄)
- AI・DOL 프로젝트 (2019년 4월 1일 ~ 12월, 테레비도쿄)

### 라디오
- 컨트리무스메。의 목장이다 보다 (STV 라디오 -「선데이 파라다이스 mu」내)
- 컨트리무스메。의 포테이토인 시간 (FM JAGA)
- 컨트리무스메。의 굉장한 사이코。(2003년 4월 6일 - 2004년 3월 26일, JFN - 「신도이」내)
- stardigio ch.400「BLEND KISS」내 코너「열혈! 컨트리 학원」(2004년 6월 6일 ~ 2005년 6월 26일)
- 컨트리무스메。의 Happy Night☆ (2006년 4월 6일 ~ 9월 28일, 라디오닛폰)
- TBC FUN 필드 모렛츠 모대쉬 (2006년 6월 13일 ~ 15일, 도호쿠 방송)
- 산지직송! 컨트리무스메。(2006년 10월 6일 ~ 2012년 3월 31일, STV 라디오)
- 하로프로야넨!
- 라디오닛폰 선데이 스페셜 컨트리걸즈의 지금 라디오 연수중‼ (2015년 3월 15일 ~ 29일, 라디오닛폰)
- 컨트리걸즈의 지금 라디오 방송중‼ (2015년 4월 5일 ~ 2019년 12월 22일, 라디오닛폰)
- HELLO! DRIVE! -하로드라- (2016년 10월 3일 ~ 2019년 6월, 라디오 네오 사회 : 오제키 마이)
- 60TRY부 (2018년 10월 30일 ~ 2019년 12월 24일, 라디오닛폰 야마키 리사) - 타케우치 아카리와 함께 격주 담당.

### 인터넷
- 제1회 · 제17회 하로프로 비디오 채팅 (2005년 3월 11일 · 7월 14일, 헬로! 프로젝트 on 프렛츠)

### 영화
- 컨트리걸 홋카이도 목장이야기 (2000년 7월)

### 콘서트 · 라이브
- 모닝구무스메。SPRING CONCERT TOUR 2000 Dancing Love Site (2000년 3월 11일 ~ 5월 21일, 15개 도시 38회 공연) - 게스트로서 출연.
- 모닝구무스메。CONCERT TOUR 2001 “라이브 레볼루션 봄” (2001년 3월 20일 ~ 4월 15일, 7개 도시 21회 공연) - 게스트로서 출연.
- 모닝구무스메。CONCERT TOUR 2001 “라이브 레볼루션 여름” (2001년 8월 4일 ~ 9월 30일, 12개 도시 19회 공연) - 게스트로서 출연.
- 모닝구무스메。CONCERT TOUR 2001 “라이브 레볼루션 가을” (2001년 10월 21일 ~ 11월 25일, 8개 도시 15회 공연) - 게스트로서 출연.
- 모닝구무스메。CONCERT TOUR 2002 봄 “LOVE IS ALIVE!” (2002년 3월 30일 ~ 4월 28일, 6개 도시 20회 공연) - 게스트로서 출연.
- 모닝구무스메。CONCERT TOUR 2002 여름 “LOVE IS ALIVE!” (2002년 8월 3일 ~ 9월 23일, 11개 도시 22회 공연) - 게스트로서 출연.
- 모닝구무스메。CONCERT TOUR 2002 가을 “LOVE IS ALIVE!” (2002년 10월 26일 ~ 11월 30일, 7개 도시 7회 공연) - 게스트로서 출연.
- 모닝구무스메。CONCERT TOUR 2003 봄 ~NON STOP!~ (2003년 3월 27일 ~ 5월 5일, 7개 도시 20회 공연) - 게스트로서 출연.
- 모닝구무스메。CONCERT TOUR 2003 ~15명이서 NON STOP!~ (2003년 8월 16일 ~ 10월 5일, 10개 도시 17회 공연) - 게스트로서 출연.
- 모닝구무스메。CONCERT TOUR 2004 봄 ~The BEST of Japan~ (2004년 4월 3일 ~ 5월 2일, 3개 도시 12회 공연) - 게스트로서 출연.
- 모닝구무스메。콘서트 투어 2004『The BEST of Japan 여름~가을'04』(2004년 8월 21일 ~ 11월 21일, 12개 도시 37회 공연) - 게스트로서 출연.
- 모닝구무스메。콘서트 투어 2005 봄 ~제6감 히트 만개!~ (2005년 3월 5일 ~ 5월 7일, 12개 도시 28회 공연) - 게스트로서 출연.
- 비유덴 퍼스트 콘서트 투어 2005 봄 ~비유덴세츠~ (2005년 5월 28일 ~ 29일, 도쿄 후생 연금 회관 / 6월 4일, 오사카 후생 연금 회관 / 6월 11일, 나고야 시민회관) - 게스트로서 출연.
- 아베 나츠미 콘서트 투어 2005 가을 ~24카운트~ (2005년 9월 18일 ~ 11월 19일, 7개 도시 16회 공연) - 게스트로서 출연.
- 하로☆프로 온 스테이지! 2006 일본 청년관 공연「우정과 마법의 트럼프 ~스타 카쿠야우라 이야기~」(2006년 2월 15일 ~ 19일, 1개 도시 2회 공연)
- 마츠우라 아야 콘서트 투어 2006 봄『OTONA no NAMIDA』(2006년 4월 1일 ~ 6월 25일) - 게스트로서 출연.
- 컨트리무스메。LIVE 2006 ~SHIBUYA des DATE~ (2006년 9월 4일, SHIBUYA-AX)
- 컨트리무스메。LIVE 2006 ~SAPPORO des DATE~ (2006년 10월 15일, PENNY LANE 24)
- Berryz코보 라스트 콘서트 2015 ~Berryz코보 가자구~!~ (2015년 3월 3일, 일본 무도관) - 오프닝 액트로서 출연.
- Hello! Project New Fes! 2015 (2015년 5월 16일, 시부야 공회당)
- 컨트리걸즈 라이브 투어 2015 (2015년 7월 19일 ~ 8월 28일, 6개 도시 6회 공연)
- Hello! Project New Fes! II (2015년 9월 26일, 모리노 미야 필로티 홀) - 게스트로서 출연.
- 컨트리걸즈 라이브 투어 2015 가을겨울 (2015년 10월 13일 ~ 12월 9일, 13개 도시 19회 공연)
- 컨트리걸즈 라이브 투어 2016 봄여름 (2016년 5월 14일 ~ 6월 5일, 6개 도시 12회 공연)
- 컨트리걸즈 라이브 투어 2016 봄여름 FINAL! (2016년 6월 30일, 1개 도시 1회 공연)
- 컨트리걸즈 라이브 투어 2016 겨울 (2016년 10월 22일 ~ 12월 18일, 10개 도시 19회 공연)
- 컨트리걸즈 콘서트 투어 2017 봄 ~모모치이즘~ (2017년 4월 9일 ~ 5월 20일, 4개 도시 7회 공연)
- 컨트리걸즈 라이브 투어 2017 봄 (2017년 4월 29일 ~ 6월 18일, 6개 도시 12회 공연)
- ℃-ute 라스트 콘서트 in 사이타마 슈퍼 아레나 ~Thank you team℃-ute~ (2017년 6월 12일, 사이타마 슈퍼 아레나) - 오프닝 액트로서 출연.
- 츠구나가 모모코 라스트 라이브 ♥고마워 이 모모치♥ (2017년 6월 30일, 아오우미 야외 특설 회장) - 게스트로서 출연.
- 컨트리걸즈 LIVE 2018 ~모두 좋아!~ (2018년 6월 12일, Zepp Tokyo)
- Juice=Juice & 컨트리걸즈 LIVE (2019년 2월 14일, Zepp Namba)
- Juice=Juice & 컨트리걸즈 LIVE ~야나가와 나나미 졸업 스페셜~ (2019년 3월 11일, Zepp Tokyo)
- 컨트리걸즈 LIVE 2019 ~사랑스러워서 미안해~ (2019년 12월 26일, LINE CUBE SHIBUYA)
  - 국내 26곳의 극장에서 라이브 뷰잉을 실시

### 이벤트
- 컨트리걸즈 1주년 기념 이벤트 & 츠구나가 모모코 부활제! (2015년 11월 5일, 신주쿠 ReNY)
- 컨트리걸즈 3주년 기념 이벤트 ~모두 건강하지?~ (2017년 11월 5일, 디퍼 아리아케)
- 컨트리걸즈 발렌타인 이벤트「CG VD ~S.C.N~(컨트리걸즈 발렌타인 데이 ~스카우트 쵸콜릿 나이트~)」(2018년 2월 14일, 신주쿠 ReNY)
- 컨트리걸즈 4주년 기념 이벤트 ~forte~ (2018년 11월 5일, Zeep Tokyo)
- 컨트리걸즈 5주년 기념 이벤트 ~Go for the future!!!!~ (2019년 11월 5일, 토요스 PIT)

### 뮤지컬
- 모닝타운 (2002년 5월 24일 ~ 6월 24일) - 주연 : 모닝구무스메。
- 켄&메리의 메리켄 가루 온 스테이지! (2003년 2월 5일 ~ 23일) - 주연 : 고토 마키
- 리얼 오디션 (2004년) - 주연 : 마츠우라 아야
- 연극여자부 뮤지컬「까무러치듯 사랑해!」(2016년 3월 25일 ~ 4월 3일, BIG TREE THEATER / 2016년 5월 28일 ~ 29일, ABC 홀) - 츠구나가를 제외한 6명이 출연.

## 서적

### 사진집
- 컨트리걸즈 1st OFFICIAL BOOK (2016년 9월 24일, 와니북스) ISBN 978-4-8470-4866-1
- 야나가와 나나미 · 후나키 무스부 미니 사진집「Greeting-Photobook-」(2017년 6월 3일, 오딧세이 출판)

### 솔로 사진집
- 사토다 마이 1st 솔로 사진집「里田まい」(2003년 10월 4일, 와니북스) ISBN 978-4-8470-2779-6
- 사토다 마이 2nd 솔로 사진집「my life」(2007년 3월 21일, 와니북스) ISBN 978-4-8470-2998-1
- 사토다 마이 3rd 솔로 사진집「マイタイ」(2007년 12월 26일, 카도카와그룹퍼블리싱) ISBN 978-4-04-895007-7
- 모리토 치사키 미니 사진집「Greeting-Photobook-」(2016년 2월 19일, 오딧세이 출판)
- 이나바 마나카 미니 사진집「Greeting-Photobook-」(2016년 7월 16일, 오딧세이 출판)
- 모리토 치사키 1st 솔로 사진집「森戸知沙希」(2017년 2월 19일, 와니북스) ISBN 978-4-8470-4898-2
- 츠구나가 모모코 라스트 솔로 사진집「ももち」(2017년 3월 6일, 와니북스) ISBN 978-4-8470-4899-9
- 야마키 리사 미니 사진집「Greeting-Photobook-」(2017년 3월 25일, 오딧세이 출판)
- 오제키 마이 미니 사진집「Greeting-Photobook-」(2017년 4월 29일, 오딧세이 출판)
- 츠구나가 모모코 라스트 포토 에세이「嗣永桃子卒業アルバム」(2017년 6월 30일, 와니북스) ISBN 978-4-8470-4927-9
- 후나기 무스부 1st 솔로 사진집「結 MUSUBU」(2017년 8월 7일, 와니북스) ISBN 978-4-8470-4935-4
- 야마키 리사 1st 비주얼 포토북「sketch me」(2018년 2월 14일, 오딧세이 출판)
- 후나기 무스부 2nd 솔로 사진집「結色 MUSUBU16」(2018년 8월 7일, 와니북스) ISBN 978-4-8470-8131-6
- 야나가와 나나미 1st 솔로 사진집「Yanaming」(2018년 6월 9일, 오딧세이 출판)
- 야나가와 나나미 2nd 솔로 사진집「unbalance」(2019년 2월 22일, 오딧세이 출판)
- 모리토 치사키 2nd 솔로 사진집「Say Cheese!」(2019년 6월 27일, 와니북스) ISBN 978-4-8470-8221-4
- 야마키 리사 라스트 비주얼 포토북「Last Picture」(2019년 12월 11일, 오딧세이 출판) ISBN 978-4-908643-44-6
- 오제키 마이 1st 비주얼 포토북「舞BEST」(2019년 12월 18일, 오딧세이 출판) ISBN 978-4-908643-45-3

## 같이 보기
- 헬로! 프로젝트
- M-line club